# انبعاثية

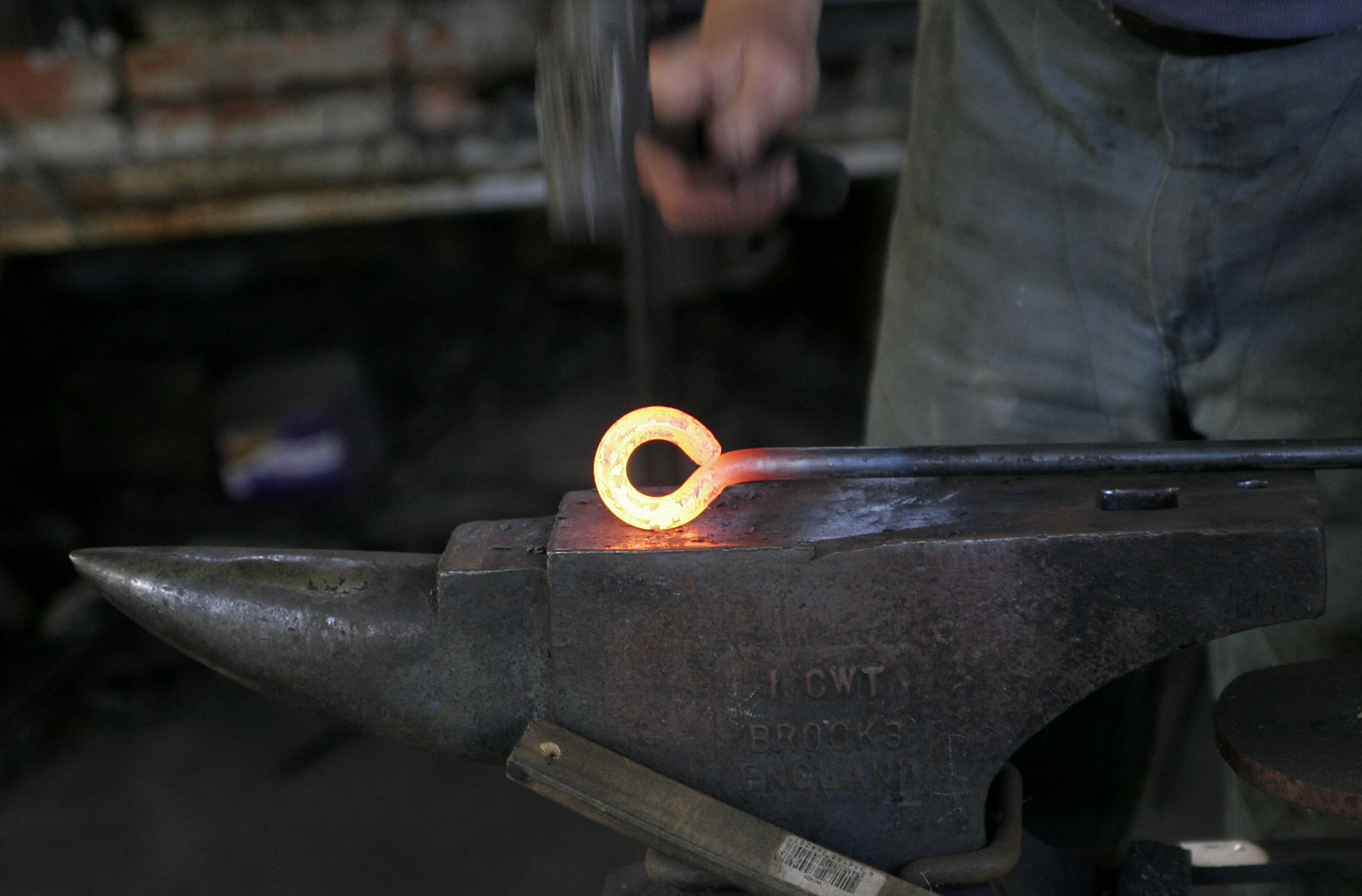

انبعاثية أو إصدارية(ملاحظة 1) مادة ما (بالإنجليزية: Emissivity)‏ (تكتب عادة ε أو e) هي القدرة النسبية لسطح المادة على إصدار الطاقة عن طريق الإشعاع. وهي نسبة الطاقة المنبعثة من المادة إلى الطاقة المنبعثة من الجسم الأسود عند درجة الحرارة نفسها. وهي قياس لقدرة المادة على إشعاع الطاقة الممتصة. إن انبعاثية الجسم الأسود الحقيقي ستكون {\displaystyle \varepsilon =1} في حين أن انبعاثية الأجسام الحقيقية ستكون {\displaystyle \varepsilon <1}. والانبعاثية كمية لا بعدية، لذا ليس لها وحدة قياس.
عموما، كلما كانت المواد أسود وأعتم، كانت انبعاثاتها أقرب من 1. وكلما زادت انعكاسية المادة، كانت انبعاثيتها أقل. انبعاثية الفضة الملمعة جدًا هي 0.02.

## التوضيح
تعتمد الانبعاثية على عوامل عدة مثل درجة الحرارة، وزاوية الانبعاث، وطول الموجة. وهناك افتراض هندسي قياسي يفترض أن الانبعاثية الطيفية لسطح ما والامتصاصية لاتعتمد على طول الموجة، فتكون الانبعاثية ثابتة. ويعرف هذا الافتراض «بفرضية الأجسام الرمادية».
ومن السائد نقاش «انبعاثية المواد» (مثل انبعاثية الأجسام الفضية الملمعة بشدة، إلا أن انبعاثية المادة تعتمد على سمك المادة. فالانبعاثيات السابقة الذكر للمواد هي لعينات ذات سمك لا محدود (والتي تعني بالتحديد عينات ذات سمك ملحوظ)، فالعينات ذات السماكة الرقيقة سيكون لها انبعاثية منخفضة.
عند التعامل من سطوح الأجسام غير السوداء، فإن الانحرافات عن سلوك الجسم الأسود المثالي تحدد بكلا الشكل الهندسي والتركيب الكيميائي، وتتبع قانون كيرشوف الذي ينص على أن الانبعاثية تساوي الامتصاصية (لجسم في حالة توازن حراري)، ولذلط فإن الجسم الذي لايمتص كامل الضوء الساقط سيصدر إشعاعًا أقل من الجسم الأسود المثالي.

## انبعاثية الغلاف الجوي للأرض
تتفاوت انبعاثية الغلاف الجوي للأرض وفقًا للسحاب المغطي للأرض وتركيز الغازات التي تمتص وتصدر طاقة حرارية على شكل أشعة تحت الحمراء (أي بأطوال موجية بين 8 و 14 ميكرومتر). وتسمى هذه الغازات غالباً بغازات الدفيئة، وذلك لدورها في الاحتباس الحراري. وأكثر غازات الدفيئة تولدًا طبيعيًا بخار الماء، وغاز ثاني أوكسيد الكربون، وغاز الميثان، الأوزون. والمكونان الرئيسيان للغلاف الجوي هما N2 و O2، لا يمتصان أو يصدران أشعة تحت الحمراء.

### الجسم الرمادي في الفيزياء الفلكية
تعطى كثافة التدفق الأحادي اللون الصادر من جسم رمادي عند تردد {\displaystyle \nu } وفق زاوية صلبة {\displaystyle d\Omega } بالعلاقة التالية {\displaystyle F_{\nu }=B_{\nu }(T)Q_{\nu }d\Omega }، حيث أن {\displaystyle B_{\nu }} دالة بلانك لجسم أسود عند درجة حرارة T وانبعاثية {\displaystyle Q_{\nu }}.
ويعني الانتقال الإشعاعي [الإنجليزية] في وسط منتظم ذو عمق بصري {\displaystyle \tau _{\nu }} أن الإشعاع سينخفض بمعامل {\displaystyle e^{-\tau }}. ويعطى العمق البصري غالباً بنسبة التردد المنبعث إلى التردد التردد حيث {\displaystyle \tau =1} والجميع مرفوع للأس β. بالنسبة لسحب الغبار الباردة في الفضاء ما بين النجوم، تكون قيمة β تقريبا مساوية لـ 2. وبذلك تصبح Q:
{\displaystyle Q_{\nu }=1-e^{-\tau _{\nu }}=1-e^{-(\nu /\nu _{\tau =1})^{\beta }}}

الانبعاثية ما بين حائطيين:

{\displaystyle {\varepsilon }_{1,2}={\frac {1}{{\frac {1}{\varepsilon _{1}}}+{\frac {1}{\varepsilon _{2}}}-1}}}

## اقرأ أيضا
- انعكاسية
- إشعاع حراري

## وصلات خارجية
- انبعاثية بعض المواد المعروفة